# باري براون (لاعب كرة قدم أسترالية)
باري براون (بالإنجليزية: Barrie Brown)‏ هو لاعب كرة قدم أسترالية أسترالي، ولد في 25 يونيو 1931، وتوفي في 13 أكتوبر 2014.

## وصلات خارجية
- باري براون على موقع AustralianFootball.com (الإنجليزية)
- باري براون على موقع AFLtables.com (الإنجليزية)